# 23 prairial
23 floréal 23 messidor
Le tridi 23 prairial, officiellement dénommé jour du chèvrefeuille, est le 263e jour de l'année du calendrier républicain.
C'était généralement le 11e jour du mois de juin dans le calendrier grégorien.